# Macrotrachela magna
Macrotrachela magna är en hjuldjursart som beskrevs av Schulte 1954. Macrotrachela magna ingår i släktet Macrotrachela och familjen Philodinidae. Inga underarter finns listade i Catalogue of Life.